# Parque Nacional Natural Complejo Volcánico Doña Juana-Cascabel
Der Parque Nacional Natural Complejo Volcánico Doña Juana-Cascabel ist ein Nationalpark in Kolumbien. Der Park ist nach den drei Vulkanen Doña Juana, Petacas und Animas benannt. Der Park wurde 2007 ausgewiesen, ist 658,58 km² groß und steht unter Verwaltung der staatlichen Parques Nacionales Naturales de Colombia.
Im Park kommt der Andenbär und Bergtapir vor. Zum Zeitpunkt seiner Ausweisung wurden im Park 471 Vogelarten gezählt, was rund 27 % der in Kolumbien vorkommenden Arten darstellte. Der Nationalpark Doña Juana-Cascabel war der 52. Nationalpark des Landes. Er ist nach dem Vulkan Doña Juana benannt.